# Krasnaja Gorka (obwód amurski)
Krasnaja Gorka (ros. Красная Горка) – wieś (ros. seło) w południowo-wschodniej Rosji, terytorialnie i administracyjnie należąca do rejonu archarinskiego, w obwodzie amurskim. 
Według danych ze spisu z 2016 roku wieś zamieszkiwało 4 mieszkańców. 